# Jean Baptiste Eugène Estienne
Jean Baptiste Eugène Estienne (7. listopadu 1860 Condé-en-Barrois – 2. dubna 1936 Paříž) byl generál dělostřelectva a specialista vojenského inženýrství, jeden ze zakladatelů moderního francouzského dělostřelectva a Francouzského letectva a tvůrce francouzského tankového vojska. Mnozí Francouzi jej považují za Père des Chars (Otce tanku).

## Životopis
Estienne se narodil v Condé en Barrois (dnes Les Hauts-de-Chée) v departementu Meuse. V 19 letech byl přijat na École Polytechnique, což je nejvýznamnější a nejznámější francouzská vysoká škola technického zaměření. Absolvoval v roce 1882 a téhož roku zvítězil v národní matematické soutěži. Po celý život se pak zajímal o matematiku, filozofii a antické Řecko.
Po absolvování Polytechniky vstoupil v roce 1883 do francouzské armády.

## Vojenská kariéra

### Moderní dělostřelectvo
Do armády vstoupil v hodnosti podporučíka a zvolil si dělostřelectvo, kde mohl uplatnit své matematické vlohy. Jako dělostřelec působil od roku 1884. Pustil se do studia balistiky a v roce 1890 představil Francouzské akademii věd první ze svých významných prací nazvanou Erreurs d'Observation (Chyby pozorování). Tato práce měla značný vliv na zavedení moderních metod nepřímé střelby.
V roce 1891 byl v rámci služby u 1. dělostřeleckého pluku povýšen na kapitána. V arzenálu v Bourges začal vyvíjet telemetrické přístroje, aby uvedl svoje teoretické závěry do praxe. Roku 1902 byl jmenován velitelem eskadrony u 19. dělostřeleckého pluku, ale ve skutečnosti pracoval jako vedoucí dílny, kde se vyráběly přesné přístroje pro technické oddělení dělostřelectva v Paříži a podporoval rozvoj používání telefonického spojení v rámci jednotek, jež umožňovalo dělostřelectvu lepší řízení a rychlý přenos palby. To mu však nezabránilo publikovat v roce 1906 práci o Pascalovu teorému. Následujícího roku se stal velitelem dělostřelecké školy v Grenoblu.

### Vojenské letectvo
V té době už měl Estienne pověst jednoho z nejschopnějších a nejpokrokovějších důstojníků ve Francii a jednoho ze zakladatelů moderního dělostřelectva. Když generál Jean Brun zakládal v roce 1909 v Remeši Francouzské letectvo, byl Estienne logicky nejvhodnějším kandidátem na velitele nové jednotky, neboť tehdy se za hlavní úkol letectva považovalo řízení dělostřelecké palby a on měl tu nejlepší kvalifikaci k řešení technických problémů souvisejících s tímto úkolem. Tak se Estienne, povýšený teď na podplukovníka, stal také zakladatelem francouzského vojenského letectví. Poté, co zajistil řádnou organizaci, výcvik a výrobu letadel, přičemž se věnoval i rozvoji metod komunikace, krátce velel 5. letecké skupině v Lyonu, byl však povolán zpět do arzenálu ve Vincennes, aby pokračoval ve své technické práci. Nemohl však odolat, aby zde nezaložil nové dělostřelecké a letecké oddělení.

## První světová válka
Na počátku 1. světové války byl Estienne jmenován velitelem 22. dělostřeleckého pluku, který patřil k divizi brigádního generála Philippe Pétaina. V bitvě u Charleroi šokoval německého nepřítele přesností střelby svých děl, která byla výsledkem těsné spolupráce s pozorovacím letadlem. Avšak ani Estiennovy schopnosti nedokázaly zabránit zničení francouzské pěchoty německou kulometnou palbou.
Ačkoli byl dlouholetým zastáncem metod nepřímé palby, začal nyní hledat proveditelné způsoby, jak poskytnout pozemnímu vojsku přímou podporu pomocí polních děl. Známý je jeho výrok z 23. srpna 1914, kdy prohlásil: „Pánové, vítězství v této válce bude patřit té válčící straně, která jako první umístí 75milimetrové dělo na vozidlo schopné jízdy v jakémkoli terénu.“ Jelikož však v té době žádná vhodná vozidla nebyla k dispozici, nedělo se dál nic.

### Otec tanku

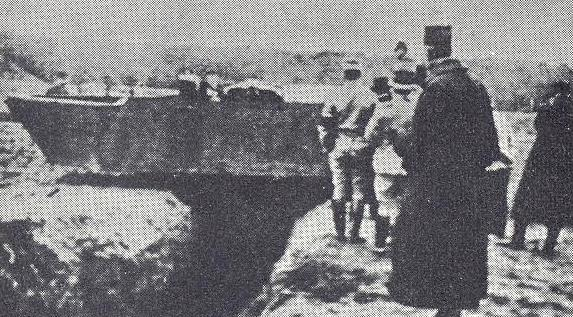
Prototyp tanku překonává 9. prosince 1915 v rámci takzvaného experimentu Souain zákop. Plukovník Estienne se těchto rozhodujících zkoušek zúčastnil.

Estienne se zpočátku osobně neúčastnil vývoje nových tanků. Návrhům, s nimiž přišel, byla sice věnována patřičná pozornost, jinak však neměl na přípravu, konstrukci a výrobu tanků žádný vliv.
V létě roku 1915 plukovník Estienne zjistil, že Eugène Brillié ze zbrojovky Schneider & Co vyvíjí společně s tehdejším poslancem Jules-Louisem Bretonem prototyp obrněného vozidla pro stříhání zátarasů z ostnatého drátu, jehož základem je podvozek amerického pásového traktoru Holt 75. Estienne velmi rychle pochopil význam projektu, a proto během podzimu 1915 napsal několik dopisů vrchnímu veliteli francouzské armády generálu Josephu Joffremu, v nichž mu předestřel svoje nápady k využití takových pásových vozidel. Žádný z těchto dopisů se však nikdy až k Joffremu nedostal. Estienne tedy 1. prosince 1915 napsal Joffremu soukromý dopis s doporučením, aby francouzská armáda spustila stejný projekt. Prosazoval zejména vytvoření jednotek obrněných vozidel, dostatečně velkých, aby dokázaly podpořit 20 000 pěšáků při hlubokém průlomu německých obranných pozic. Vybaven lehkou dělostřeleckou výzbrojí by mohl sloužit i pro dopravu mužstva, výstroje a zásob přes onen asi 40kilometrový úsek, jenž dělil francouzská shromaždiště od otevřeného terénu v německém týlu.
Dne 9. prosince se plukovník Estienne zúčastnil společně s generálem Pétainem předváděcích jízd v rámci takzvaného experimentu Souain. Úkolem tohoto experimentu bylo otestovat schopnosti podvozku amerického traktoru Baby Holt Caterpillar pro vojenské využití. Předvádění probíhalo na bývalém bojišti nedaleko severofrancouzské obce Souain-Perthes-lès-Hurlus a mělo rozhodující vliv na další vývoj francouzského tankového programu. Mimochodem, počátkem téhož měsíce byl dokončen i prototyp britského tanku nazvaného Little Willie. Tři dny nato, 12. prosince, byl Estienne pozván, aby osobně seznámil se svými návrhy Joffreova zástupce generála Julese Janina. Estienne si uvědomoval, že existence prototypu, ač ještě nedokončeného, na němž ve společnosti Schneider pracovali už od května, může být rozhodujícím argumentem pro vybudování obrněných sil. Jeho předpoklad se naplnil, když byl 20. prosince oficiálně přijat plán na výrobu prvního francouzského tanku Schneider CA1. Téhož dne Estienne kontaktoval průmyslníka Louise Renaulta, aby ho přesvědčil o tom, že by měl vyrábět tanky. Renault však odmítl.
Při opětovném setkání, jež proběhlo 16. července 1916, informoval Renault Estienna, že jeho společnost vyvíjí lehký tank. Jednalo se o tank Renault FT, jenž byl později označován Renault FT-17. V srpnu pak Estienne společně s náměstkem ministra obrany Jules-Louisem Bretonem navštívili Londýn, kde se pokoušeli přesvědčit britskou vládu, aby pozdržela první nasazení tanků, dokud nebudou hotovy i francouzské stroje. Nebyli sice úspěšní, ale díky této misi vzbudilo první bojové nasazení britského tanku Mark I 15. září téhož roku v bitvě na Sommě ohromné nadšení, které urychlilo vývojové práce na budoucím tanku Schneider CA1. 30. září 1916 byl Estienne, už jako brigádní generál, jmenován velitelem nově ustavených francouzských tankových sil, takzvané Artillerie Spéciale. Začal tedy provádět nábor mužstva do nově založených výcvikových středisek. S řádným výcvikem tankistů se však mohlo začít, až když byl armádě 1. prosince dodán první tank Schneider CA. Estienne byl v té době v úzkém kontaktu s Luisem Renaultem a podílel se na vývoji Renaultu FT. Sám přitom bránil snahám generála Mourreta o spuštění masové výroby supertěžkého stroje Char 2C, která by spolkla veškeré volné výrobní kapacity.
Mezitím jeho profesionální konkurenti, náměstek ministra Jules-Louis Breton a plukovník Emile Rimailho, navrhli jinou koncepci tanku, později známou jako Saint-Chamond. Breton doufal, že se k němu Estienne připojí a podpoří jeho vedoucí roli ve vývoji francouzského tanku, a proto se stavěl proti generálovu projektu. Rimailho byl jedním z konstruktérů vynikajícího francouzského polního děla ráže 75 mm, které upravil pro použití v tanku.
Výroba tanku Renault FT-17 se rozjela rychle, takže byl do výzbroje francouzské armády zařazen už na jaře 1917. Jeho osádku tvořili dva muži, kteří měli k dispozici 37mm dělo Puteaux SA 1918 a jeden či dva 8mm kulomety Hotchkiss. Maximální rychlost sedmitunového tanku činila 8 km/h. FT-17 měl pásy, které běžely kolem podvozku, čímž se podobal tankům následující generace.
V dubnu 1917 byl Estienne přinucen novým vrchním velitelem francouzské armády Robertem Nivellem vrhnout své tanky Schneider CA1 předčasně do boje v rámci takzvané Nivellovy ofenzívy, což skončilo naprostým fiaskem. Před zahájením útoku totiž vydatně pršelo a tanky se v blátivém terénu pohybovaly jen velmi těžce, takže je německé dělostřelectvo snadno rozstřílelo. Tato katastrofa vedla málem ke zrušení tankových sil. Estienna zachránilo jen jmenování jeho přítele generála Pétaina novým vrchním velitelem. Estienne se proto zaměřil na vytvoření patřičné taktiky tankového boje. Za nejdůležitější roli tanku považoval jeho funkci pohyblivého dělostřelectva, jež se dokáže pohybovat zpustošeným terénem bojiště, prorážet nepřátelské linie, aniž přitom dojde k oslabení dělostřelecké podpory. Mohou v tom být užitečné těžké tanky, ale za mnohem účinnější považoval útoky "rojů" lehčích a rychlejších strojů.
V roce 1918 dostala francouzská armáda konečně k dispozici značné množství tanků Renault FT-17. To jí umožnilo provádět poprvé od roku 1914 účinné protiútoky. Renault FT-17 se posléze stal Char de la Victoire neboli tankem vítězství. Byly tak položeny pevné základy pro vznik mocných tankových sil.
Tanky Schneider se dostaly na bojiště až v posledních letech války. Byla to těžkopádná 14tunová vozidla dlouhá téměř 6,5 metru, jež poháněl benzinový čtyřválec Schneider o výkonu 60 k. Tanky s ním dosahovaly maximální rychlosti 8 km/h. Výzbroj tvořila pevnostní verze 75mm děla v čele vozidla a pár 8mm kulometů v kulových lafetách na bocích trupu. Osádku tvořilo 7 mužů.
Při prosazování výroby tanku Schneider neměl generál Estienne o vývoji konkurenčního tanku Saint-Chamond tušení. Nakonec bylo díky vlivu, který měl Rimailho na francouzskou vládu a vojenské kruhy, vyrobeno 377 bojových tanků Saint-Chamond a dalších 23 jako vyprošťovací a podpůrná vozidla. Francouzskému válečnému úsilí to však nijak nepomohlo.

## Služba

### Hodnosti
- podporučík (1. listopadu 1882)
- kapitán (23. března 1891)
- velitel eskadrony (30. prosince 1902)
- podplukovník (23. března 1910)
- plukovník (23. prosince 1910)
- brigádní generál (8. srpna 1916)
- divizní generál (23. prosince 1918)

### Vyznamenání
- Řád čestné legie:
  - rytíř (29. listopadu 1900)
  - důstojník (9. července 1913)
  - komandér (9. srpna 1918)
  - velkodůstojník (9. ledna 1923)
  - nositel velkokříže (1934)
- Francouzský válečný kříž 1914-1918
- společník Bathského řádu
- Kříž za statečnost v boji USA
- důstojník Řádu znovuzrozeného Polska
- důstojník III. třídy Bulharského vojenského řádu za zásluhy